# Siphocampylus fulgens
Siphocampylus fulgens là loài thực vật có hoa trong họ Hoa chuông. Loài này được Lebas miêu tả khoa học đầu tiên năm 1872.